# Gongylomorphus bojerii
La scinco di Bojer (Gongylomorphus bojerii (Desjardin, 1831)) è un sauro della famiglia Scincidae, endemico di Mauritius. È l'unica specie nota del genere Gongylomorphus Fitzinger, 1843.
Il nome della specie è un omaggio al naturalista ceco Wenceslas Bojer (1795-1856).

## Biologia

### Alimentazione
È una specie onnivora: si nutre prevalentemente di invertebrati, ma anche di frutta, carogne di piccoli vertebrati, cibo abbandonato dai turisti che visitano il loro habitat. Sono stati inoltre documentati comportamenti cannibalistici.

### Riproduzione
È una specie ovipara che depone due uova per ogni covata, nascondendole sottoterra.
Ha una aspettativa di vita di 3-4 anni.

## Distribuzione e habitat
In passato ampiamente diffuso su tutta l'isola di Mauritius, lo scinco di Bojer attualmente sopravvive solo su alcune delle isole minori di Mauritius quali l'Isola dei Serpenti, Round Island, Coin de Mire, Îlot Gabriel, Rocher aux Pigeons e Îlot Vacoas. Due piccole popolazioni, frutto di reintroduzione, esistono inoltre su Île de la Passe e Île aux Fouquets.

## Conservazione
La IUCN Red List classifica Gongylomorphus bojerii come specie in pericolo critico di estinzione (Critically Endangered).
La specie è stata decimata dalla introduzione di specie alloctone quali il serpente lupo (Lycodon capucinus)  e il toporagno muschiato (Suncus murinus), voraci predatori di questo sauro. Sono in atto specifici programmi di conservazione gestiti dal Durrell Wildlife Conservation Trust, dalla Mauritian Wildlife Foundation e dal National Parks and Conservation Service che prevedono la reintroduzione della specie in alcune delle isole minori di Mauritius.